# Menophra maura
Menophra maura är en fjärilsart som beskrevs av Charles Oberthür 1913. Menophra maura ingår i släktet Menophra och familjen mätare. Inga underarter finns listade i Catalogue of Life.